# Rhabdophis tigrinus
Rhabdophis tigrinus (Boie, 1846) è una specie di serpente della famiglia dei Natricidi (Natricidae).
Questa specie, che presenta una lunghezza media di circa 1 m, frequenta le zone umide dell'Asia orientale e della Russia. Si nutre principalmente di anfibi che neutralizza grazie al suo veleno. È una specie potenzialmente pericolosa per l'uomo a causa del suo veleno, che può essere letale, e della sua tossicità. Infatti è in grado di immagazzinare le tossine contenute nei rospi che fanno parte della sua dieta e di rilasciarle come deterrente contro i predatori. Questa capacità fa di Rhabdophis tigrinus l'unica specie animale conosciuta sia velenosa che tossica.
La specie non è considerata minacciata nel suo ambiente naturale.

## Descrizione

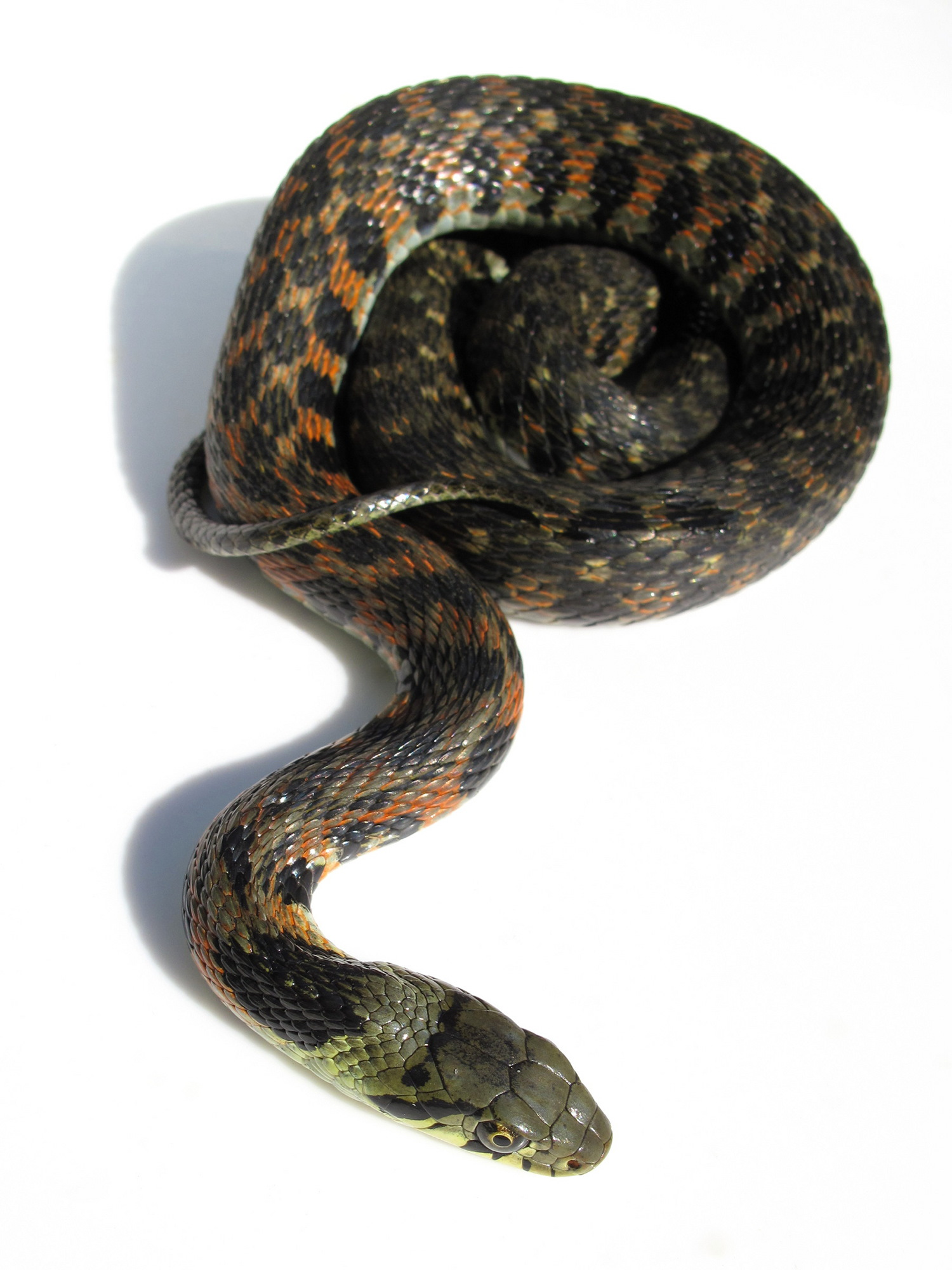
Un esemplare adulto.

Questo serpente opistoglifo presenta generalmente in età adulta una lunghezza compresa tra 60 e 130 cm, e in rari casi può raggiungere i 170 cm. Uno studio condotto sull'isola di Yakushima, in Giappone, ha dimostrato che la lunghezza muso-cloaca dei maschi variava tra 60 e 90 cm per un peso compreso tra 60 e 260 g, mentre le femmine misuravano tra 65 e 130 cm per un peso compreso tra 80 e 800 g. La testa è ovale e ben distinta dal resto del corpo. Gli occhi sono abbastanza grandi, con una pupilla rotonda.
La parte superiore della testa è verde oliva, con una fascia trasversale gialla cerchiata di nero sulla nuca. Anche le squame sopralabiali sono gialle, con suture nere. L'iride è di colore marrone scuro, così come la lingua. Il resto del corpo presenta macchie verdi, gialle, arancioni e nere disposte alternativamente in cinque bande longitudinali: le sfumature di arancio più marcate si trovano sui fianchi. Per quanto riguarda la superficie ventrale, quella della testa è biancastra, mentre le squame del resto del corpo sono nere con frange irregolari chiare (giallastre o verdastre). Tuttavia, vi è una grande variabilità cromatica all'interno della specie, con esemplari privi di disegni, melanici, ipomelanici, aneritristici, axantici, albini o addirittura blu.
Le squame dorsali e laterali sono disposte in 15-19 file. Sono fortemente carenate, mentre le squame ventrali sono lisce. La squama anale è divisa in due e le subcaudali sono disposte in coppie.

## Biologia

### Alimentazione

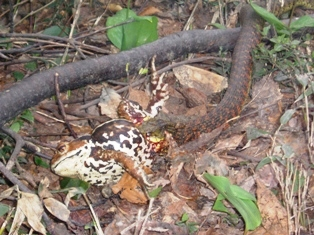
Rhabdophis tigrinus si appresta a mangiare un rospo.

Vivendo generalmente in ambienti umidi, Rhabdophis tigrinus si nutre principalmente di anuri - sia rane come Dryophytes japonicus che rospi - e talvolta dei loro girini, anche se preferisce gli individui adulti. Può anche nutrirsi di piccoli mammiferi e, occasionalmente, di pesci o altri serpenti.
Per cacciare, Rhabdophis tigrinus utilizza sia i suoi sensi chimici, come l'olfatto e l'organo vomeronasale, sia la vista, il che sembra indicare che la specie non sia perfettamente adattata all'ambiente acquatico, in quanto le specie acquatiche usano principalmente i loro sensi chimici durante la caccia.

### Riproduzione

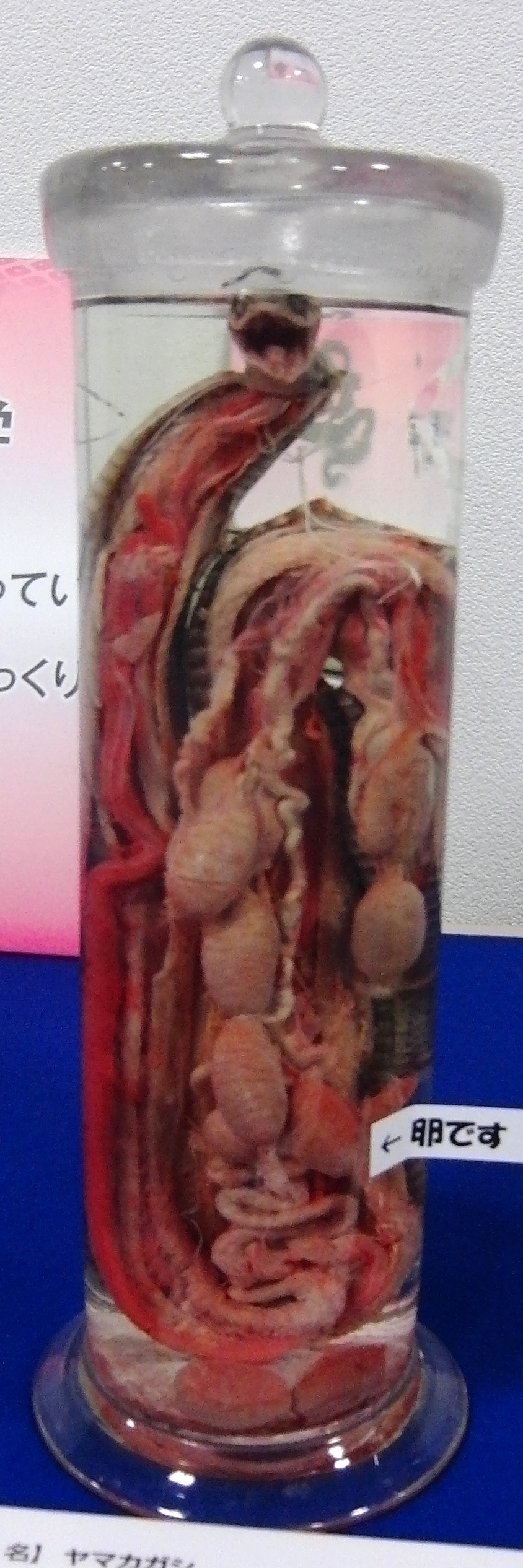
Femmina sezionata con le uova.

Questa specie è ovipara. In primavera, la femmina depone tra le 8 e le 47 uova. Alla nascita, i piccoli misurano circa 16 cm.

### Veleno
È una specie velenosa, il cui veleno provoca disturbi della coagulazione.

### Predatori e comportamento di difesa

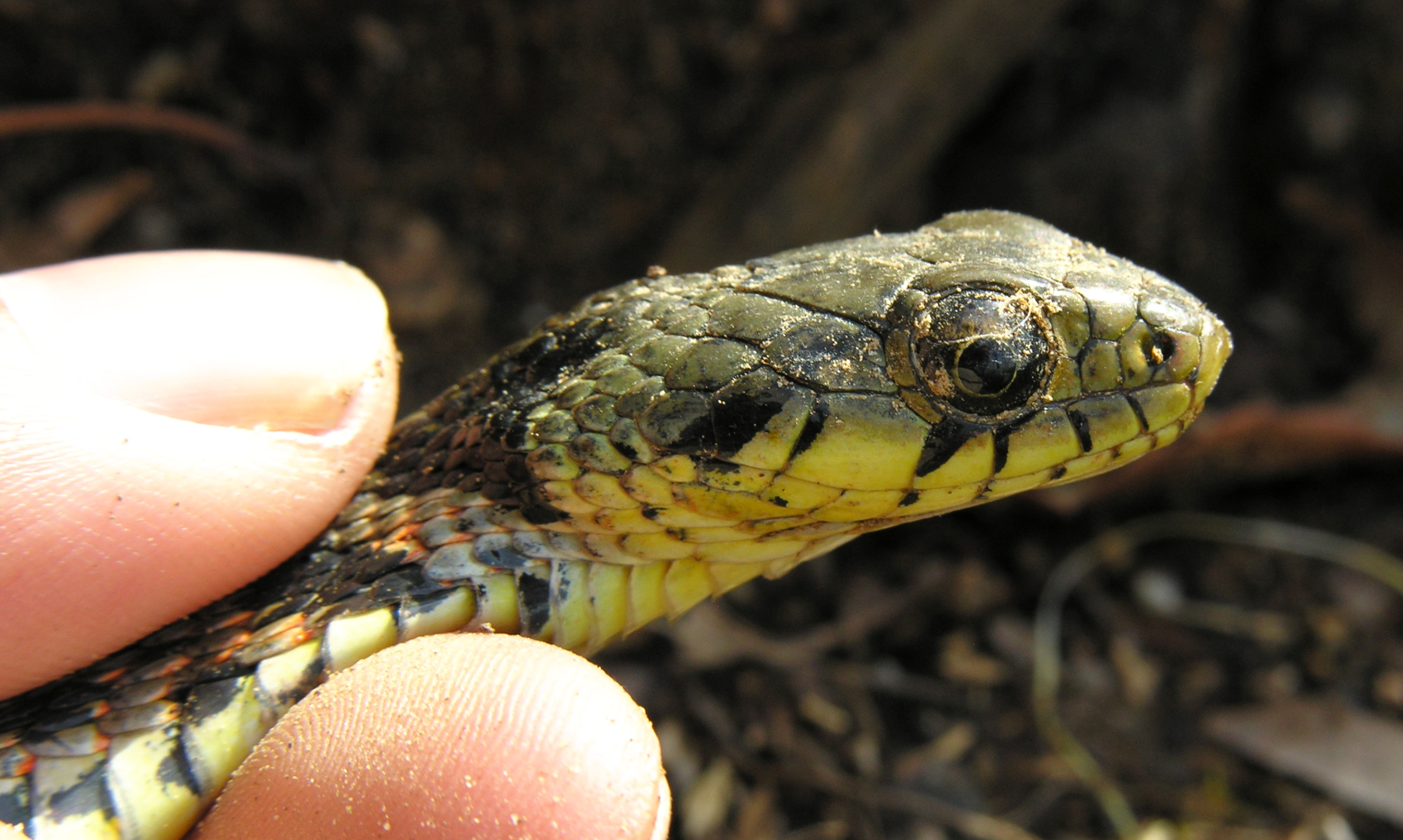
Veduta di profilo della testa. Sulla nuca è visibile il rilievo della ghiandole nucali.

Le ghiandole nucali (situate sul collo) rilasciano un liquido quando l'animale viene attaccato da un predatore (ad esempio un uccello). Questo liquido contiene steroidi di tipo bufadienolide. Questi steroidi proverrebbero dai rospi (Bufonidae) che fanno parte della dieta di questi serpenti, che sintetizzano queste molecole, in quanto i serpenti non ne hanno la possibilità.
I bufadienolidi irritano le mucose dei predatori e aumentano la frequenza cardiaca. Pertanto, questi serpenti vengono evitati dai predatori a causa delle spiacevoli sensazioni che provoca il loro consumo. Al contrario, sull'isola giapponese di Kinkazan, dove i rospi sono rari, questi serpenti tendono a mostrare un comportamento di fuga quando vengono assaliti da un predatore. Inoltre, una parte dei bufadienolidi viene trasmessa dalla madre ai piccoli.

## Distribuzione e habitat
Rhabdophis tigrinus è diffuso in Cina meridionale e orientale, Russia orientale, Corea del Nord e del Sud, Taiwan, Vietnam e Giappone. La sottospecie R. t. formosanus è endemica di Taiwan. Si incontra in vari tipi di zone umide, in particolare prati umidi, risaie e zone verdi in prossimità di corpi idrici. La IUCN lo classifica tra le «specie a rischio minimo» (Least Concern).

## Tassonomia
Secondo Reptile Database, ne andrebbero riconosciute due sottospecie:
- R. t. formosanus (Maki, 1931);
- R. t. tigrinus (Boie, 1826).